# Skephults socken
Skephults socken i Västergötland ingick i Marks härad, ingår sedan 1971 i Marks kommun och motsvarar från 2016 Skephults distrikt.
Socknens areal är 46,42 kvadratkilometer varav 44,34 land. År 2000 fanns här 283 invånare. Kyrkbyn Skephult med sockenkyrkan Skephults kyrka ligger i socknen.

## Administrativ historik
Socknen har medeltida ursprung.
Vid kommunreformen 1862 övergick socknens ansvar för de kyrkliga frågorna till Skephults församling och för de borgerliga frågorna bildades Skephults landskommun. Landskommunen uppgick 1952 i Fritsla landskommun som 1971 uppgick i Marks kommun. Församlingen uppgick 2010 i Fritsla-Skephults församling som 2024 uppgick i Kinna-Fritsla församling.
1 januari 2016 inrättades distriktet Skephult, med samma omfattning som församlingen hade 1999/2000.  
Socknen har tillhört län, fögderier, tingslag och domsagor enligt vad som beskrivs i artikeln Marks härad. De indelta soldaterna tillhörde Älvsborgs regemente.

## Geografi
Skephults socken ligger söder om Borås kring Skepphultsåsen. Socknen är en kuperad skogsbygd med mindre inslag av odlingsbygd.

## Fornlämningar
Boplatser från stenåldern är funna. Från bronsåldern finns gravrösen. Från järnåldern finns två gravfält, domarringar och stensättningar.

## Namnet
Namnet skrevs 1419 Skipolta och kommer från kyrkbyn och en förkortad form av Skepsvidhahult, 'skogen där man hämtat virke till fartyg' och är namnet på allmänningskogen bredvid kyrkan.
I folkräkningen 1940 står det att Ortnamnskommissionen fastställt socknens namn till Skephult. Tidigare hade socknens namn skrivits Skepphult. I folkräkningen 1945 hade namnet ändrats till Skepphult igen, i enlighet med jordregistret. Den 22 oktober 1959 ändrades namnet på socknen och församlingen åter till Skephult.